# زينب أوكاش
زينب أوكاش، من مواليد ديسمبر 1982، ممثلة وعارضة أزياء مغربية، سنة 2007 لعبت دور فاطمة في الفيلم الأمريكي ترحيل.

## أعمالها

### سينما
- 2006: ريح البحر : نادية
- 2007: ترحيل : فاطمة
- 2013: ذئب وول ستريت : مضيفة على متن يخت

### تلفلزيون
- 2011 : Black Dawn : ستيلا
- 2013 : Alien Dawn (سلسلة تلفزية) : ستيلا

## روابط خارجية
- زينب أوكاش على موقع IMDb (الإنجليزية)
- زينب أوكاش على موقع IMDb (الإنجليزية)
- زينب أوكاش على موقع ألو سيني (الفرنسية)
- زينب أوكاش على موقع أول موفي (الإنجليزية)
- زينب أوكاش على موقع قاعدة بيانات الأفلام السويدية (السويدية)
- زينب أوكاش على موقع قاعدة بيانات الفيلم (الإنجليزية)
- زينب أوكاش على موقع كينوبويسك (الروسية)